# Timandra tenuistriga
Timandra tenuistriga là một loài bướm đêm trong họ Geometridae.